# IP (Complexitat)
En teoria de la complexitat, la classe de complexitat IP és el conjunt dels problemes de decisió que poden ser resolts per un sistema de demostració interactiu.

Representació genèrica d'un sistema de demostració interactiu

Un sistema de demostració interactiu es basa en l'existència de dues màquines, el Verificador i el Demostrador que s'intercanvien missatges. El demostrador presenta una prova que una cadena donada és membre d'un llenguatge, el verificador verifica que la demostració és correcta. El demostrador te capacitat infinita tant de còmput com de temps, mentre que el verificador és una màquina probabilistica amb temps polinòmic amb accés a una cadena de bits aleatoris de mida n. Les dues màquines intercanvien un nombre fitat polinòmic de missatges (p(n)) i un cop la comunicació s'ha acabat, el verificador ha de decidir si la cadena n està dins el llenguatge o no amb 1/3 de probabilitat d'error.
Una definició formal de la classe diu que un llenguatge L pertany a IP si existeix V i P tal que per tot Q i w:
- {\displaystyle w\in L\Rightarrow \Pr[V\leftrightarrow P{\text{ accepta}}w]\geq {\tfrac {2}{3}}}
- {\displaystyle w\not \in L\Rightarrow \Pr[V\leftrightarrow Q{\text{ accepta}}w]\leq {\tfrac {1}{3}}}

El protocol Arthur-Merlin és similar amb l'excepció de que el nombre de rondes està fitat per una constant enlloc d'un polinomi.

## Relació amb d'altres classes
Se sap que IP conté la classe PH i equival a la classe PSPACE.